# Donzenac
Donzenac é uma comuna francesa na região administrativa da Nova Aquitânia, no departamento de Corrèze. Estende-se por uma área de 24,12 km². Em 2010 a comuna tinha 2 736 habitantes (densidade: 113,4 hab./km²).